# Loge (vrijmetselarij)

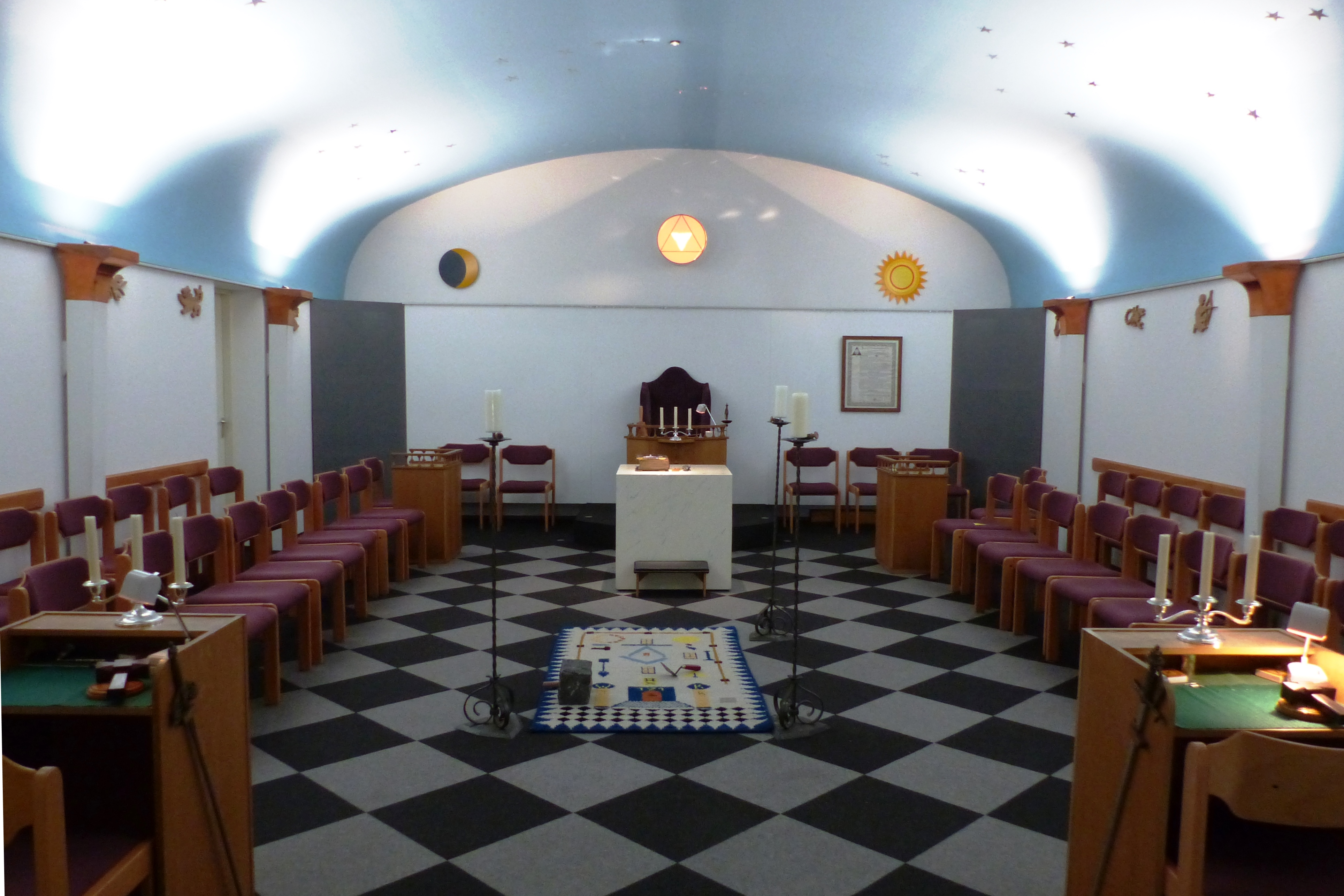
Tempel of werkplaats ingericht voor een inwijding bij de vrijmetselaars van De Achterhoek.

Een loge is binnen de vrijmetselarij in het algemeen een materiële plaats van ontmoeting en verpozing tussen of voor personen in tijd en ruimte. Het kan een kamer zijn, een ruimte, een gebouw.
Belangrijk kenmerk is dat de plaats op een of andere wijze, geheel of gedeeltelijk, kan worden afgeschermd van de omgeving, of beschutting geeft. Het begrip komt veelvuldig voor, bijvoorbeeld in de wereld van de jacht en het natuurbeheer (hunting lodge), bijvoorbeeld in de wereld van sport en ontspanning (skiing lodge, mountain lodge), in de kunstenwereld (een loge in de opera of het theater), in de middeleeuwse wereld van beroepswerkers en bouwvakkers (masons' lodge), in de vrijmetselarij (vrijmetselaarsloge), enz. Binnen de wereld van de vrijmetselarij spreekt men van vrijmetselaarsloge.
Maar het begrip Loge kan op meer manieren worden ingevuld.

## Wezen
Dit begrip is meervoudig. In The Constitutions of the Free-Masons van James Anderson uit 1723 definieert hij een vrijmetselaarsloge als volgt: A Lodge is a place where Masons assemble and work; Hence that Assembly, or duly organiz’d Society of Masons, is call'd a Lodge, and every Brother ought to belong to one, and to be subject to its By-Laws and the General Regulations. Hieruit kan men dus vier verschillende betekenissen distilleren.

### Betekenissen van het woord

#### Eerste betekenis
Het Engelse woord lodge is een afleiding van het begrip loods, een berg- en ontmoetingsplaats voor vakmannen en hun materiaal in de nabijheid van hun werkplek.
In de eerste plaats is een vrijmetselaarsloge een materiële plaats in tijd en ruimte waar vrijmetselaars elkaar regelmatig ontmoeten om de vrijmetselarij te beoefenen. Deze ruimte is altijd afgesloten van de buitenwereld, om de nodige discretie te kunnen waarborgen. Ze is altijd rechthoekig gebouwd. Synoniemen voor deze vrijmetselaarsloges zijn werkplaats, Werkstätte, atelier, bouwhut, Bauhütte, tempel, tempelgebouw of logegebouw, maçonniek centrum, masonic hall, enz. Met andere woorden is het de vergaderplaats van vrijmetselaars.
In Nederland zijn die vergaderplaatsen vaak eigendom van een loge. De geschiedenis van een gebouw en diens loge lopen vaak eeuwen parallel.

#### Tweede betekenis
In de tweede plaats is een vrijmetselaarsloge de feitelijke vergadering van vrijmetselaars die op dat moment samen zijn om actief de vrijmetselarij beoefenen. Met andere woorden zijn het de vrijmetselaars in vergadering.

#### Derde betekenis
In de derde plaats is een vrijmetselaarsloge de immateriële vereniging van een aantal vrijmetselaars die met elkaar samen regelmatig de vrijmetselarij beoefenen, en op deze wijze een broederband in tijd en ruimte met elkaar hebben. Het is met andere woorden de benaming voor de basiscel of de kleinste afdeling waarin de vrijmetselarij is georganiseerd. Deze symbolische betekenis van vrijmetselaarsloge is veruit de belangrijkste.

#### Vierde betekenis
In de vierde en laatste plaats slaat de vrijmetselaarsloge op het mythische geheel van alles wat van ver of dicht met de vrijmetselarij te maken heeft. Met andere woorden een enorm semantisch verzamelbegrip voor vrijmetselarij. Synoniemen hiervoor zijn the Craft of the Fraternity.

### Functies die worden uitgeoefend
Een dergelijke vrijmetselaarsloge kan vele functies vervullen.

#### Eerste functie
Een eerste functie die het kan vervullen is de basisfunctie, namelijk de vrijmetselarij beoefenen, in de drie basisgraden of symbolische graden van leerling, gezel en meester. Dergelijke loges worden blauwe loges genoemd, of Craft lodges. Het overgrote deel van alle loges vervult deze functie, en uitsluitend deze functie.
Een dergelijke loge wordt aangeschreven met het predicaat ‘Achtbare Loge (A.L.)’, of ‘Eerbiedwaardige Loge (E.L.)’, vooraleer de officiële naam van de loge te vermelden. Deze wordt gevolgd door de woorden ‘in het Oosten (i.h.O.)’ gevolgd door de naam van de stad waar zetel van de loge is gevestigd.
Een vrijmetselaarsloge bestaat uit meerdere vrijmetselaars, met een minimum van zeven. Een echt formeel maximum is er niet, maar een feitelijk maximum bestaat natuurlijk wel. Een loge mag geen onpersoonlijke bedoening worden waar de leden elkaar niet persoonlijk kennen omdat er te veel leden zijn.
Alle deze vrijmetselaars dragen een schootsvel en witte handschoenen, als teken van hun lidmaatschap van de vrijmetselarij. Afhankelijk van hun graad is dit schootsvel eenvoudig of overdadig versierd. Ook schouderlinten, kraaglinten, juwelen en andere parafernalia worden gedragen door de vrijmetselaars, afhankelijk van hun graad en hun functie.
Er kunnen tevens familiale verbanden bestaan tussen loges, bijvoorbeeld als een nieuwe loge wordt opgericht vanuit een reeds bestaande loge. In dat geval wordt de oorspronkelijke loge de moederloge genoemd, en de nieuwe loge de dochterloge.
Dergelijke vrijmetselaarsloges zijn normaal samengesteld uit leden die in principe uit alle categorieën van de beroepswereld kunnen komen. Uitzonderlijk zijn loges samengesteld uit leden die hetzelfde beroep uitoefenen. Zo is het bestaan van militaire loges van uitsluitend militairen geen ongewoon feit. Ook bestaan er aan de Vrije Universiteit Brussel en de Université Libre de Bruxelles studentenloges, waar uitsluitend studenten lid van zijn. Dergelijke loges bestaan ook aan andere onderwijsinstellingen in het buitenland.
Verder bestaan er ook loges die uitsluitend bezocht worden door vrijmetselaars van dezelfde nationaliteit, die allen in hetzelfde buitenland wonen, of van mensen van hetzelfde ras. Er zijn zelfs historische voorbeelden van vrijmetselaarsloges in gevangenkampen tijdens de oorlogstijd.

#### Tweede functie
Een tweede functie die het kan vervullen is deze van het vervullen van maçonniek onderzoek. Dan komen de leden niet samen om de basisfuncties te vervullen, maar om historisch, cultureel en wetenschappelijk onderzoek te verrichten over het ontstaan, de evolutie en de werking van de vrijmetselarij. Het is een academische vorm van werken, die slechts door een klein aantal specialisten ter zake, en lievelingsamateurs wordt beoefend. Het bekendste voorbeeld hiervan zijn de Quatuor Coronati.

#### Derde functie
Een derde functie kan vervuld worden is het opleiden van bestuursleden. Dit gebeurt in een instructieloge. Dan komen de leden niet samen om basisfuncties te vervullen, of om onderzoek te doen, maar om te oefenen in het uitoefenen van een ambt. Dit wordt op regelmatige basis georganiseerd voor het bestuur van een loge.

## Organen
Elke loge kent een (grond)wetgevend orgaan, een uitvoerend orgaan en een rechtsprekend orgaan.

### (Grond)wetgevend orgaan
Het grondwetgevend orgaan van een loge is de algemene ledenvergadering. Alle leden en buitengewone leden hebben toegang tot deze vergadering. De gewone leden hebben stemrecht, de buitengewone leden hebben aanwezigheid of spreekrecht, maar geen medebeslissingsrecht.
Daarnaast kent men de meestervergadering, bestaande uit derde graadsleden of meesters, die in vergadering samenkomen. Deze hebben de volheid van rechten en plichten. In bepaalde gevallen hebben eerstegraads- en tweedegraadsleden, leerlingen en gezellen, aanwezigheid of spreekrecht, maar geen medebeslissingsrecht. De meestervergadering beslist over toelating van nieuwe leden.

### Uitvoerend orgaan
Het bestuurlijk orgaan van een loge wordt meestal het College van Officieren en Dignitarissen (C.O.D.) genoemd. Enkel meesters mogen bestuursfuncties waarnemen. Deze worden democratisch gekozen door alle leden van een loge voor een bepaalde ambtstijd.
Er zijn een aantal basisfuncties in een logebestuur dat een tiental personen telt. De gebruikte Nederlandse titulatuur verschilt in Nederland en Vlaanderen (België). Dit zijn meestal in dalende orde van belang:
- voorzitter: voorzittend meester (NL) of achtbare meester (VL), Venerable Maitre, Regerend Meester of Grootmeester (18e en 19e eeuw)
- ondervoorzitter: gedeputeerd meester (NL)
- oud-voorzitter: ex-achtbare meester (VL), Past Master
- eerste assistent, plaatsvervanger van de voorzitter: eerste opziener (NL en VL) Eerste Opzichter (18e en 19e eeuw)
- tweede assistent, plaatsvervanger van de voorzitter: tweede opziener (NL en VL) Tweede Opzichter (18e en 19e eeuw)
- voorzitter ledencommissie/novicenmeester: keurmeester (NL en VL)
- orde: redenaar (NL en VL)
- administratie: secretaris (NL en VL) en geheimschrijver (18e en 19e eeuw)
- financiën: thesaurier (NL), penningmeester of schatbewaarder (VL)
- protocol: (eerste en tweede) ceremoniemeester (NL en VL)
- moraal: aalmoezenier en adjunct-aalmoezenier (NL en VL)
- dekker (NL) of tempelsluiter (VL)
- adjunct-secretaris, bouw- en meubelmeester, bibliothecaris en broeder van talent (NL) of hofmeester, kapelmeester en adjunct-kapelmeester, bouwmeester en adjunct-eerste en tweede opziener (VL)

De eerste drie zitten aan het hoofdeinde, die gesitueerd is aan de oostzijde van de tempelruimte. De overige gewone leden zitten samen met de overige bestuursleden langs de linker- en rechterkant in rijen naast elkaar, aan de noord- en aan de zuidzijde. Deze zetelen onder toezicht van de opzieners die aan de westzijde zitten.
Er bestaan ook bijzondere commissies, die zich met specifieke thema's bezighouden, zoals selectie van leden.

### Rechtsprekend orgaan
Elke loge heeft een rechtsprekend orgaan. Ofwel is dat een van bovenvermelde organen dat samenkomt in een rechtsprekende capaciteit, ofwel is dit een eregerecht dat is samengesteld uit gelijken van de beschuldigde.